# Banco Financiero y de Ahorros
El Banco Financiero y de Ahorros (BFA) és un grup bancari creat a través del Sistema Institucional de Protecció de les caixes d'estalvi Bancaixa, Caixa Laietana, Caja Madrid, la Caja de Canarias, Caja de Ávila, Caja Segovia i Caja Rioja. Bankia és una de les seves filials. Al maig del 2012 el 100% de l'entitat va ser nacionalitzada pel Govern d'Espanya.
Abans que l'estat es fes amb el 100% de l'entitat, les caixes es repartien l'accionariat de la següent manera:
- 52,06% Caja Madrid.
- 37,70% Bancaixa.
- 2,45% La Caja de Canarias.
- 2,33% Caja de Ávila.
- 2,11% Caixa Laietana.
- 2,01% Caja Segovia.
- 1,34% Caja Rioja.

## Història

### Nacionalització
Al maig de 2012 es va anunciar que BFA-Bankia hauria de ser intervinguda amb diners públics a causa de la seva forta exposició al sector immobiliari. Bankia percebria ajudes d'entre 7.000 i 10.000 milions d'euros a tornar amb un interès anual del 8% provinents del Fons de Reestructuració Ordenada Bancària (FROB). Aquests ajuts se sumarien als 4.465 milions d'euros que la matriu BFA ja havia rebut a la primera ronda d'ajuts públics del FROB el 2010.
La confirmació d'aquest nou pla de sanejament va forçar la dimissió de Rodrigo Rato de la presidència de Bankia i del BFA, així com la proposta de José Ignacio Goirigolzarri com a nou president per part del FROB i del Ministeri d'Economia i Competitivitat. El rescat va comportar la nacionalització del 100% de la matriu i del 45% de Bankia.

## Participacions
| Sector           | Empresa                     | Drets de vot | Capital | Societat | Participació | Control | Societat                                                         | Participació | Control |
| ---------------- | --------------------------- | ------------ | ------- | -------- | ------------ | ------- | ---------------------------------------------------------------- | ------------ | ------- |
| Financer         | Banco de Valencia           | 30,000%      | 14,413% | Bankia   | 39,35%       | 52,408% | Bancaja Inversiones                                              | 39,35%       | 69,98%  |
| Financer         | Bancofar                    | 35,82%       | 18,773% | Bankia   | 35,82%       | 52,408% | -                                                                | -            | -       |
| Financer         | Inversis Banco              | 20,167%      | 38,48%  | Bankia   | 38,48%       | 52,408% | -                                                                | -            | -       |
| Financer         | Hipotecaria Su Casita       | 40%          | 40%     | -        | -            | -       | -                                                                | -            | -       |
| Seguros          | Mapfre                      | 14,992%      | 14,992% | -        | -            | -       | -                                                                | -            | -       |
| Seguros          | Mapfre América              | 10,36%       | 10,36%  | -        | -            | -       | -                                                                | -            | -       |
| Energia          | Iberdrola                   | 5,408%       | 1,983%  | Bankia   | 5,408%       | 52,408% | Bancaja Inversiones                                              | 5,408%       | 69,98%  |
| Tecnología       | Indra Sistemas              | 20,121%      | 20,121% | -        | 15,992%      | -       | -                                                                | -            | -       |
| Tecnología       | Indra Sistemas              | 20,121%      | 20,121% | ?        | 0,129%       |         |                                                                  |              |         |
| Turisme          | NH Hoteles                  | 15,747%      | 7,886%  | Bankia   | 15,747%      | 52,408% | Bancaja Inversiones                                              | 5,659%       | 69,98%  |
| Turisme          | NH Hoteles                  | 15,747%      | 7,886%  | Bankia   | 15,747%      | 52,408% | Sociedad de Promoción y Participación Empresarial Caja de Madrid | 5,498%       | 100%    |
| Turisme          | NH Hoteles                  | 15,747%      | 7,886%  | Bankia   | 15,747%      | 52,408% | Corporación Financiera Caja de Madrid                            | 4,544%       | 100%    |
| Turisme          | NH Hoteles                  | 15,747%      | 7,886%  | Bankia   | 15,747%      | 52,408% | ?                                                                | 0,046%       |         |
| Transport        | IAG                         | 12,087%      | 6,335%  | Bankia   | 12,087%      | 52,408% | -                                                                | -            | -       |
| Infraestructures | Global Vía Infraestructuras | 50%          | 26,204% | Bankia   | 50%          | 52,408% | -                                                                | -            | -       |
| Alimentació      | Deoleo                      | 18,623%      | 9,756%  | Bankia   | 18,623%      | 52,408% | -                                                                | -            | -       |
| Sanitari         | Ribera Salud                | 50%          | 26,204% | Bankia   | 50%          | 52,408% | -                                                                | -            | -       |
| Immobiliari      | Realia                      | 27,651%      | 14,491% | Bankia   | 27,651%      | 52,408% | -                                                                | -            | -       |
| Immobiliari      | Metrovacesa                 | 9,125%       | 4,782%  | Bankia   | 9,125%       | 52,408% | -                                                                | -            | -       |
| Industrial       | Mecalux                     | 20%          | 10,482% | Bankia   | 20%          | 52,408% | -                                                                | -            | -       |